# Earias apicebrunnea
Earias apicebrunnea är en fjärilsart som beskrevs av W. Warren 1916. Earias apicebrunnea ingår i släktet Earias och familjen trågspinnare. Inga underarter finns listade i Catalogue of Life.